# Dialioideae
Dialioideae Legume Phylogeny Working Group, 2017 è una sottofamiglia di piante della famiglia delle Fabacee, comprendente 17 generi e circa 85 specie.

## Descrizione
La sottofamiglia comprende alberi e arbusti privi di spine.
I fiori sono molto diversificati, presentano multipli piani di simmetria e un numero altamente variabile di organi fiorali. In molte specie sono raggruppati in infiorescenze di tipo tirsoide, alquanto inusuali tra le Fabacee, che presentano per lo più infiorescenze racemose.
Il frutto è spesso indeiscente, drupaceo o samaroide.

## Distribuzione e habitat
La sottofamiglia Dialioideae ha una distribuzione pantropicale che abbraccia l'America Latina, l'Africa (compreso il Madagascar), l'Asia tropicale, l'Australia, la Nuova Guinea e diverse isole del Pacifico.
L'habitat della maggior parte delle specie è la foresta tropicale pluviale, ma alcune specie (Labichea e Petalosytles) popolano le savane australiane, mentre altre (Baudouinia ed Eligmocarpus) si sono adattate ad habitat semi-aridi come le foreste succulente del Madagascar.

## Tassonomia
I generi di questo raggruppamento in passato erano inclusi nella sottofamiglia Caesalpinioideae (tribù Cassieae, sottotribù Dialiinae). Recenti studi filogenetici hanno portato alla loro segregazione in una sottofamiglia a sé stante.
La sottofamiglia comprende i seguenti generi:
- Androcalymma Dwyer
- Apuleia Mart.
- Baudouinia Baill.
- Dialium L.
- Dicorynia Benth.
- Distemonanthus Benth.
- Eligmocarpus Capuron
- Kalappia Kosterm.
- Koompassia Maingay ex Benth.
- Labichea Gaudich. ex DC.
- Martiodendron Gleason
- Mendoravia Capuron
- Petalostylis R.Br.
- Poeppigia C.Presl
- Storckiella Seem.
- Uittienia Steenis
- Zenia Chun